# Hitlers Kanarienvogel
Hitlers Kanarienvogel ist ein Roman von Sandi Toksvig über die Zeit der deutschen Besatzung in Dänemark von 1940 bis 1945. Er erschien erstmals 2005 in englischer Sprache unter dem Titel Hitler's Canary; eine Übersetzung ins Dänische folgte 2006. Sie trägt den Titel Hitlers Kanarie. Die Übersetzung ins Deutsche besorgte Tanja Ohlsen. Hitlers Kanarienvogel wurde 2008 im Boje Verlag und später als Lizenzausgabe bei Fischers Schatzinsel veröffentlicht.

## Inhalt
Der Ich-Erzähler Bamse ist das jüngste von drei Kindern des Künstlerehepaars Marie und Peter Skovlund. Zum Zeitpunkt des Einmarsches der deutschen Wehrmacht in Dänemark im April 1940 ist er zehn Jahre alt; seine Geschwister Orlando und Masha sind Teenager. Marie Skovlund, eine berühmte Schauspielerin, die nur in Zitaten spricht und in Kostümen lebt, betrachtet das ganze Leben als Theaterstück. Sie kümmert sich zunächst überhaupt nicht um die Besetzung ihres Heimatlandes. Auch der Bühnenmaler und Cartoonist Peter Skovlund verhält sich zunächst passiv, da er die Deutschen für übermächtig hält. Erst als die antisemitischen Aktionen der Nazis in Dänemark offensichtlich werden und auch zahlreiche Bekannte der Familie betroffen sind, schließt er sich dem Widerstand an, für den seine beiden Söhne schon lange tätig sind. Sie wollen nicht mehr als „Hitlers Kanarienvogel“ untätig im Käfig sitzen.
Im September 1943 wird die Synagoge in Kopenhagen gestürmt. Die Besatzungsmacht gelangt dadurch in den Besitz der Mitgliederliste der jüdischen Gemeinde der dänischen Hauptstadt. Bamse wird zum Priester der Trinitatiskirche geschickt, mit dessen Hilfe Kultgegenstände aus der Synagoge gerettet und in der Krypta der Kirche versteckt werden können. Wenig später, am Mittwoch vor Rosch ha-Schana, teilt der Rabbiner seiner Gemeinde mit, dass die Deutschen eine großangelegte Razzia planen. Sie wollen den jüdischen Feiertag ausnutzen, um die etwa 8000 jüdischen Einwohner Dänemarks in ihren Wohnungen überfallen und deportieren zu können. Wieder wird Bamse, diesmal zusammen mit seiner Schwester Masha, als Kurier eingesetzt. Er soll die gefährdeten Personen warnen und zur Flucht bewegen. Fast alle jüdischen Einwohner Dänemarks können informiert werden und verstecken sich. Auch in der Wohnung der Familie Skovlund suchen zahlreiche Menschen Schutz. Als die alte Haushälterin der Familie die Gestapo informiert und daraufhin vier Dänen vom Schalburg-Corps und ein deutscher SS-Offizier in der Wohnung erscheinen, gelingt es Bamses Eltern, die Anwesenheit der Juden geheim zu halten: Der Bühnenmaler hat eine Kulisse einer Wohnzimmerwand gestaltet und die Gesuchten dahinter verborgen und seine Ehefrau spielt, auf einem Krankenlager im Wintergarten und unterstützt von ihrem langjährigen Kostümbildner Thomas, der sich als Krankenschwester verkleidet hat, den sterbenden Bühnenstar. Als die Besucher dazu noch erfahren, dass im Hinterhof die Kuh einer Nachbarin lebt und deren Mist als Treibstoff für das Fahrzeug eines Taxifahrers genutzt wird, verlassen sie verwirrt die Wohnung. In der Nacht werden die Versteckten durch einen befreundeten Arzt ins Bispebjerg-Krankenhaus gebracht, wo sich schon etwa 200 Juden verborgen haben. Als sich herausstellt, dass die Deutschen das Gebäude umstellt haben, entkommen die Juden in einem gestellten Leichenzug. Anschließend teilen sie sich in kleine Gruppen auf und werden an die Küste geleitet, wo sie bei Nacht in Boote steigen sollen, die sie nach Schweden bringen sollen. Begünstigt wird diese Aktion durch einen Befehl des deutschen Korvettenkapitäns Richard Canman, der alle seine Schiffe zu Reparaturarbeiten in die Docks befiehlt, so dass die dänischen Boote eine Chance haben, unbehelligt Richtung Schweden zu fahren. Bamse, der die Gruppe begleitet hat, in der sich sein bester Freund Anton befindet, muss von einem Versteck aus miterleben, wie Antons kleine Schwester Gilda und Thomas von den Deutschen aufgegriffen und abtransportiert werden. Wenigstens trifft er am Strand seinen Bruder Orlando wieder, der zuvor verhaftet worden, aber geflohen war, und kann Anton bis an das Boot begleiten, das diesen in Sicherheit bringen soll. An dieser Stelle bricht die Handlung ab; es folgt aber noch ein Epilog, aus dem hervorgeht, dass die Flüchtlinge überleben und dass Gilda, nicht aber der homosexuelle Thomas, aus Theresienstadt zurückkehrt.

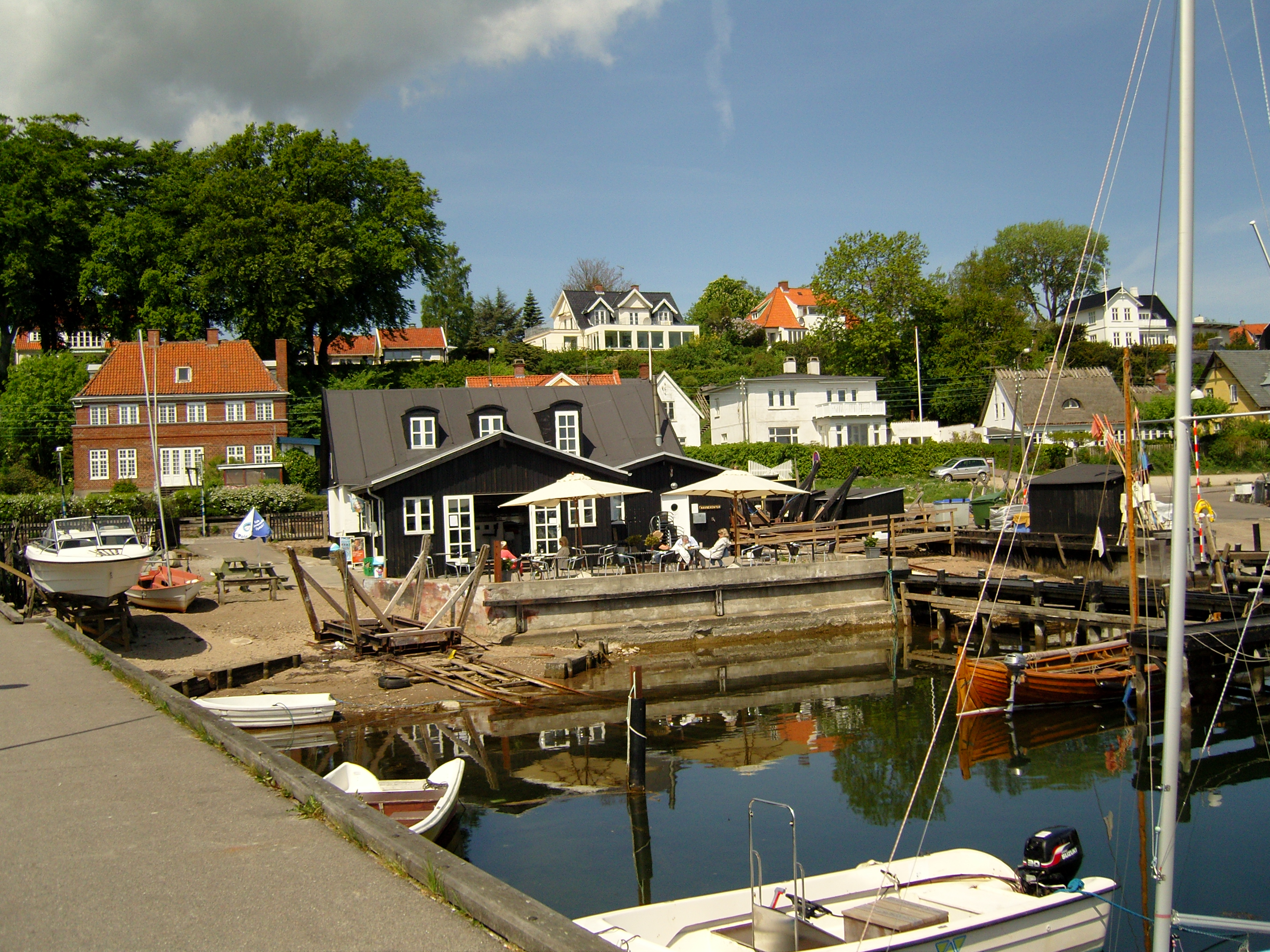
Snekkersten, Hafen

Insgesamt, so werden offenbar reale Zahlen resümiert, waren rund 300 Fischerboote an der Rettungsaktion beteiligt. Sie brachten etwa 7220 Juden und 680 nichtjüdische Personen nach Schweden in Sicherheit. Von den 447 dänischen Juden, die in Konzentrationslager gebracht wurden, starben ungefähr 120. Etwa die gleiche Anzahl starb auf dem Weg nach Schweden oder nahm sich selbst das Leben. Namentlich erwähnt wird der Gastwirt Henry Thomsen aus Snekkersten, der bei der Organisation der Flucht half. Er starb am 4. Dezember 1944 im KZ Neuengamme. Etwa 3000 Angehörige der dänischen Widerstandsbewegung kamen zu Tode.
Sandi Toksvigs Roman hat autobiographische Züge; ihre Großeltern sind die Urbilder für Marie und Peter Skovlund. Toksvig erfuhr von ihrem Vater, wie die Familie im Widerstand tätig war. Ihr Buch endet mit den Sätzen: „Ich habe meinen Vater einmal gefragt, warum die Familie dieses Risiko eingegangen ist. Er sah mich an und sagte: „Weil es das Richtige war.“ Das ist eine Lektion, die wir uns alle gut merken sollten.“

## Rezeption
Der Roman wurde von Margit Kreß auch zum Hörspiel für Kinder ab zehn Jahren umgestaltet. Hans-Peter Hallwachs spricht dabei den erwachsenen Bamse, der seiner kleinen Enkelin die Geschehnisse aus der Hitlerzeit berichtet. In einer Kritik zu diesem Hörspiel äußerte Adriane Haussmann Zweifel, „ob Kinder schon so detailliert damit konfrontiert werden müssen“, aber dennoch sei Hitlers Kanarienvogel „ein durchaus empfehlenswertes Hörspiel, das ein ernstes Thema binnen einer Stunde mit ein bisschen Humor und ganz viel Herz erzählt.“ Kathrin Friedrich bezeichnete die Bearbeitung als „wirklich gelungene und aufwändige Bearbeitung und Inszenierung von Margit Kreß und ein anrührendes Plädoyer für Zivilcourage – absolut hörenswert!“
Rudolf von Nahl stellte fest: „Was im Buch als lockere Jungengeschichte beginnt, wandelt sich im Laufe der Handlung immer mehr zu einer Schilderung von Ereignissen, die jetzt im Gegensatz zur fiktiven Handlung zu Berichten über reales Geschehen werden, die dem Historischen der damaligen Zeit nahe kommen.“ Er bemängelte dabei kleinere Unkorrektheiten, die er vor allem der zeitlichen Distanz zwischen dem Erzählten und der Lebenszeit der Erzählerin und der Illustratorin Sandy Nightingale anlastete.